# Jacques Salomé
Pour les articles homonymes, voir Salomé.
Jacques Salomé, né le 20 mai 1935 à Toulouse, est un psychosociologue et écrivain français. Figure reconnue et très populaire du développement personnel, il publie à partir des années 1980 des dizaines d'ouvrages qui sont pour beaucoup des succès de librairie. Il anime également des conférences qui lui confèrent une grande notoriété.
À partir des années 2020, il est accusé d'agressions sexuelles et de viols par neuf femmes, dont quatre portent plainte, pour des faits qui auraient été commis pendant plusieurs dizaines d'années.

## Biographie
Il grandit à Toulouse.
Expert-comptable, il découvre la psychologie humaniste grâce à une bourse au Canada, et à son retour en France en devient le pionnier. Il forme environ 65 000 personnes sur une trentaine d'années à ses méthodes, puis milite pour qu'elles soient enseignées à l'école,.
Il est diplômé de l'École des hautes études en sciences sociales,.
Jacques Salomé commence sa carrière dans l'éducation spécialisée comme éducateur dans un centre de jeunes à Vitry-sur-Seine, puis il est nommé directeur du centre de jeunes mineurs en difficulté de famille, à Vignely en Seine-et-Marne[réf. nécessaire].
Il continue dans la formation aux relations humaines, fonde le Centre de formation aux relations humaines Le Regard fertile (Quétigny 1972 - Roussillon 1984). Il y forme des travailleurs sociaux, des médecins, des psychologues, etc.. Jacques Salomé est le créateur de la méthode Espere (Énergie spécifique pour une écologie relationnelle essentielle), destinée à traiter les problèmes de communication et de relation,. Il a formé des centaines de thérapeutes à cette méthode, qui comprend notamment des symbolisations et des visualisations.
Il s'intéresse à la communication des familles avec l'école dans son livre Minuscules aperçus sur la difficulté d'enseigner, a développé l'idée d'une charte relationnelle à l'école et a proposé une méthodologie pour apprendre des règles relationnelles Pour ne plus vivre sur la planète taire. Il est également l'auteur d'ouvrages consacrés à la communication au sein du couple et de la famille, notamment Parle-moi, j'ai des choses à te dire, Jamais seuls ensemble, Papa maman écoutez-moi vraiment, Inventer la tendresse, Communiquer pour vivre, Courage d’être soi, etc.. Il a tenu durant 15 ans[réf. nécessaire] une chronique dans Psychologies magazine.
Depuis 1997, il se consacre également à l'écriture de poésies et de romans.
Il a subi en 2014 un grave accident vasculaire cérébral qui lui a fait perdre l'usage de la parole. Il continue néanmoins d'écrire.

## Enquête pour viols et agressions sexuelles
Le 5 février 2025, une enquête de France info révèle que cinq femmes l'accusent de viols et d’agressions sexuelles. En avril et juillet 2024, la justice ouvre des investigations sur les accusations de deux femmes, malgré la prescription, afin de déterminer s'il existe d'autres potentielles victimes. Une autre femme avait vu sa plainte classée sans suite en juillet 2021 pour « infraction insuffisamment caractérisée ». Deux autres femmes n'ont pas porté plainte,,. En juillet 2025, une quatrième plainte est déposée contre lui. Au total, neuf femmes accusent Jacques Salomé.

## Positionnement, accueil, critiques
Selon L'Express, il est un adepte du psychologue américain Carl Rogers, qui a fondé une psychologie « humaniste ». Jacques Salomé est connu pour dénoncer les messages négatifs dans la communication, qui selon lui « dévitalisent » les relations. Sa théorie du Klaxon « tu-tu-tu » a connu un grand succès : Jacques Salomé désigne par là les multiples reproches qu'il ne faudrait plus subir (« tu » es en retard, « tu » n'écoutes rien, etc.) et qu'il faudrait rendre à celui qui les a proférés par le biais d'une symbolisation : Jacques Salomé propose d'écrire sur un papier les paroles qui ont blessé et de donner ce papier à l'auteur des reproches, que ce soit un conjoint, un parent ou un collègue de travail (« Je te rends ton message négatif. Je ne le garde pas chez moi. »).
D'après L'Express, cette méthode simple a été très bien accueillie par le public, mais peut être jugée « simpliste ». Le site Psy.be partage cette analyse, indiquant qu'il est parfois reproché à Jacques Salomé d'être un vulgarisateur trop simpliste sur des thèmes comme les relations humaines ou l'évolution personnelle « qui sont certainement (et il le reconnaît) plus complexes et plus difficiles à saisir qu’il n’apparaît à la lecture de ses ouvrages ». L'Express journal présente Jacques Salomé comme étant « devenu l'icône du développement personnel », « encensé par le grand public », mais « dénigré par les psys purs et durs ».
Les ouvrages de Jacques Salomé ont été traduits en 27 langues et se sont vendus à 4,5 millions d'exemplaires. L'Express estime que Jacques Salomé est un « phénomène d'édition », car il est l'un des rares auteurs à écrire des livres qui n'ont pas seulement un succès momentané mais qui « marchent encore dix ans après leur sortie ». Selon France info, en 2025 les ouvrages de Jacques Salomé concernant le développement personnel, au nombre d'une cinquantaine au total, sont toujours présents dans les rayons bien-être des librairies et médiathèques.

## Publications
Il est l'auteur de nombreux ouvrages dont :

### Relations familiales
- En amour, l'avenir vient de loin, Albin Michel, 1996.
- Papa, maman écoutez-moi vraiment, Albin Michel , 1989.
- L'Enfant du possible, avec Nathalie Calmé, Henri Laborit, Jean-Marie Pelt, Bernard This, Albin Michel, 1992.
- C'est comme ça, ne discute pas, Albin Michel, 1996.
- Parle-moi, j'ai des choses à te dire, Plon, 2001.
- Une vie à se dire, Les Éditions de l'Homme, 2003.
- Heureux qui communique, Albin Michel, 1993, 2003.
- Vivre avec les miens, Les Éditions de l'Homme, 2003.
- Dis papa, l'amour c'est quoi ?, Albin Michel, 2000.

### Relations à l'école
- T'es toi quand tu parles, Albin Michel, 1991.
- Charte de vie relationnelle à l'école, Albin Michel, 1995.
- Mille et un chemins vers l'autre, Éd. Le souffle d'or, 2002.
- Découvrir la communication relationnelle, avec Kathleen Gerlandt, Éd. Jouvence 2003.
- Minuscules aperçus sur la difficulté d'enseigner, Albin Michel, 2004.
- Pour ne plus vivre sur la planète Taire, Albin Michel, 2004.

### Relations professionnelles
- Formation et supervision de l'éducateur spécialisé, Éd. Privat, 1972.
- Pour ne plus vivre sur la planète Taire, Albin Michel, 1997.
- Oser travailler heureux, Albin Michel, 1999.
- Formation à l'entretien et relation d'aide, Éditions Septentrion (Lille III), 2000.
- Manuel de survie dans le monde du travail, Éd. du Relié, 2010.

### Relations à soi-même
- Contes à guérir, contes à grandir, illustrations de Dominique de Mestral, Albin Michel, 1993.
- Le Tarot relationnel, Albin Michel, 1995.
- Paroles d'amour, Albin Michel, 1995.
- Communiquer pour vivre, collectif sous la direction de Jacques Salomé, Albin Michel, 1996.
- Tous les matins de l'amour, Albin Michel, 1997.
- Paroles à guérir, Albin Michel, 1999.
- Les Mémoires de l’oubli, Albin Michel, 1999.
- Le Courage d’être soi, Éd. du Relié, 1999.
- Contes à aimer, contes à s'aimer, Albin Michel, 2000.
- Car nous venons tous du pays de notre enfance, Albin Michel, 2000.
- Lettres à l’intime de soi, Albin Michel, 2001.
- Je mourrai avec mes blessures, Éd. Jouvence, 2002.
- Vivre avec soi, Les Éditions de l'Homme, 2003.
- Si je m’écoutais je m’entendrais, Les Éditions de l'Homme, 2003.
- Passeurs de vie, Éd. Dervy, 2003.
- L’enfant Bouddha, Albin Michel, 1993, 2005.
- Et si nous inventions notre vie, Éd. du Relié, 2006.
- Contes d’errance, contes d’espérance, Albin Michel, 2007.
- Pourquoi est-il si difficile d’être heureux, Albin Michel, 2007.
- À qui ferais-je de la peine si j’étais moi-même, Les Éditions de l'Homme, 2008.
- Je viens de toutes mes enfances, Albin Michel, 2009.
- La Ferveur de vivre, Albin Michel, 2012.
- J’ai encore quelques certitudes, Albin Michel, 2015.

### Romans et nouvelles
- Je m'appelle toi, Albin Michel, 1990 ; rééd. 1992.
- Je croyais qu'il suffisait de t'aimer, Albin Michel, 2003.
- N'oublie pas l'éternité, Albin Michel, 2005.
- Collectif, Mémoire d'enfances.
- Apprivoiser la tendresse, Éd. Jouvence, 1988.
- Bonjour tendresse, Albin Michel, 1992.
- Au fil de la tendresse, avec Julos Beaucarne, Éd. Ancrage, 2000.
- Inventons la paix, Librio, 2000.
- Je t'appelle tendresse, Albin Michel, 2002.
- Un océan de tendresse, Éd.Dervy, 2002.
- Vivre avec les autres, Éditions de l'Homme, 2002.
- Collectif[15]Le Grand Livre de la tendresse, Albin Michel, 2002.
- Paroles de rêves, Albin Michel, 2005.
- Inventer la tendresse, Éd. Bachari, 2005.
- Pensées tendres à respirer au quotidien, calligraphies de Lasaad Metoui, Albin Michel, 2006.

### Poésies
- Toi, mon infinitude, calligraphies de Hassan Massoudy, Albin Michel, 2004.